# Olivier Andrieu
Pour les articles homonymes, voir Andrieu.
Olivier Andrieu, né le 29 avril 1961, est un consultant en optimisation pour les moteurs de recherche (SEO) et à la fois historien et scénariste de bande dessinée français.

## Carrière

### Consultant SEO, historien et scénariste de bande dessinée
En 1996, Olivier Andrieu se spécialise dans les moteurs de recherche et devient consultant indépendant en référencement naturel (SEO). Le 1er avril 1996, il crée la société Abondance et lance le site homonyme en 1998. Il est considéré comme un pionnier et professionnel de référence de l’optimisation pour les moteurs de recherche en France,.
Parallèlement à son activité de référenceur et à ses publications sur le sujet, il publie de 1999 à 2009 plusieurs ouvrages de référence sur René Goscinny et l'univers d'Astérix ainsi qu'un roman auto-édité intitulé L'Empreinte Sacrée, paru en 2021.
Le 1er mars 2023, il indique arrêter sa carrière de consultant en référencement naturel afin de se consacrer à son activité de scénariste de bande dessinée et transfère le site Abondance, le site Réacteur ainsi que les formations Formaseo à l'agence KHOSI.
Ses trois livres Réussir son référencement web, Le SEO en 500 questions et Référencement Google mode d'emploi seront repris à partir de 2024 par Daniel Roch.

## Distinction
En février 2013, il est élu meilleur référenceur français par un jury composé par le Journal du Net.